# Tlacotalpan
Tlacotalpan is een stad in de Mexicaanse deelstaat Veracruz. Tlacotalpan ligt aan de Río Papaloapan, niet ver van diens monding in de Golf van Mexico. Tlacotalpan heeft 7.600 inwoners (2010) en is de hoofdplaats van de gemeente Tlacotalpan.
Tlacotalpan is gesticht in de 16e eeuw en diende als haven. Daar de stad gebouwd is in een mengeling van Spaanse en Caribische stijlen doet de stad opvallend aan. In 1998 is zij erkend als werelderfgoed.

## Geboren
- Francisco Lagos Cházaro (1878-1932), president van Mexico (1915), gouverneur van Veracruz en advocaat
- Agustín Lara (1897-1970), componist en zanger

Agavelandschap en oude industriële faciliteiten van Tequila · Hydraulisch systeem van het aquaduct van Padre Tembleque · Oude Mayastad en beschermde tropische regenwouden van Calakmul, Campeche · Historische versterkte stad Campeche · Precolumbiaanse stad Chichén Itzá · Centrale Universiteitsstadscampus van de Nationale Autonome Universiteit van Mexico · Biosfeerreservaat El Pinacate y Gran Desierto de Altar · El Camino Real de Tierra Adentro · Precolumbiaanse stad El Tajín · Franciscaanse missieposten in de Sierra Gorda van Queretaro  · Historische stad Guanajuato en aangrenzende mijnen · Hospicio Cabañas, Guadalajara · Eilanden en beschermde gebieden in de Golf van Californië · Luis Barragánhuis en -studio · Historisch Centrum van Mexico-Stad en Xochimilco · Vroeg-16e-eeuwse kloosters op de hellingen van de Popocatépetl · Historisch centrum van Morelia · Historisch centrum van Oaxaca en Monte Albán · Precolumbiaanse stad en nationaal park Palenque · Archeologische zone van Paquimé, Casas Grandes · Historisch centrum van Puebla · Historische monumentenzone van Querétaro · Revillagigedo-archipel · Biosfeerreservaat van de monarchvlinder · Rotstekeningen van de Sierra de San Francisco · Beschermde stad San Miguel en het Heiligdom van Jesús de Nazareno de Atotonilco · Sian Ka'an · Precolumbiaanse stad Teotihuacan · Historische monumentenzone van Tlacotalpan · Precolumbiaanse stad Uxmal · Walvisreservaat van El Vizcaíno · Archeologische monumentenzone van Xochicalco · Historisch centrum van Zacatecas · Tehuacán-Cuicatlánvallei: oorspronkelijke habitat van Mesoamerika
- National Archives and Records Administration: 10037239
- Virtual International Authority File: 309637685